# Charbel Gomez
Codjo Charbel Gomez (Cotonou, 27 gennaio 2001) è un calciatore beninese, attaccante del Muras Junajted.

## Carriera

### Club
Cresciuto nel settore giovanile dell'ESAE, nel 2019 è stato acquistato dall'Amiens che lo ha aggregato alla propria squadra riserve. In seguito ha giocato anche in prima squadra.
Nel 2023 si è trasferito al Samgurali Ts'q'alt'ubo, club della prima divisione georgiana.

### Nazionale
Il 31 maggio 2017 ha debuttato con la nazionale beninese in occasione dell'amichevole pareggiata 1-1 contro la Costa d'Avorio.

## Statistiche
Statistiche aggiornate al 14 novembre 2020.

### Presenze e reti nei club
| Stagione        | Squadra         | Campionato      | Campionato | Campionato | Coppe nazionali | Coppe nazionali | Coppe nazionali | Coppe continentali | Coppe continentali | Coppe continentali | Altre coppe | Altre coppe | Altre coppe | Totale | Totale | Totale |
| Stagione        | Squadra         | Comp            | Pres       | Reti       | Comp            | Pres            | Reti            | Comp               | Pres               | Reti               | Comp        | Pres        | Reti        | Pres   | Reti   |        |
| --------------- | --------------- | --------------- | ---------- | ---------- | --------------- | --------------- | --------------- | ------------------ | ------------------ | ------------------ | ----------- | ----------- | ----------- | ------ | ------ | ------ |
| 2019-2020       | Amiens 2        | N2              | 4          | 0          |                 | -               | -               |                    | -                  | -                  |             | -           | -           | 4      | 0      |        |
| 2020-2021       | Amiens 2        | N2              | 5          | 1          |                 | -               | -               |                    | -                  | -                  |             | -           | -           | 5      | 1      |        |
| Totale carriera | Totale carriera | Totale carriera | 9          | 1          |                 | -               | -               |                    | -                  | -                  |             | -           | -           | 9      | 1      |        |

### Cronologia presenze e reti in nazionale
| Cronologia completa delle presenze e delle reti in nazionale ― Benin | Cronologia completa delle presenze e delle reti in nazionale ― Benin | Cronologia completa delle presenze e delle reti in nazionale ― Benin | Cronologia completa delle presenze e delle reti in nazionale ― Benin | Cronologia completa delle presenze e delle reti in nazionale ― Benin | Cronologia completa delle presenze e delle reti in nazionale ― Benin | Cronologia completa delle presenze e delle reti in nazionale ― Benin | Cronologia completa delle presenze e delle reti in nazionale ― Benin |
| Data                                                                 | Città                                                                | In casa                                                              | Risultato                                                            | Ospiti                                                               | Competizione                                                         | Reti                                                                 | Note                                                                 |
| -------------------------------------------------------------------- | -------------------------------------------------------------------- | -------------------------------------------------------------------- | -------------------------------------------------------------------- | -------------------------------------------------------------------- | -------------------------------------------------------------------- | -------------------------------------------------------------------- | -------------------------------------------------------------------- |
| 31-5-2017                                                            | Abidjan                                                              | Costa d'Avorio                                                       | 1 – 1                                                                | Benin                                                                | Amichevole                                                           | -                                                                    | 64’                                                                  |
| 16-7-2017                                                            | Lomé                                                                 | Togo                                                                 | 1 – 1                                                                | Benin                                                                | Qual. CHAN 2018                                                      | -                                                                    | 61’                                                                  |
| 23-7-2017                                                            | Cotonou                                                              | Benin                                                                | 1 – 1                                                                | Togo                                                                 | Qual. CHAN 2018                                                      | -                                                                    |                                                                      |
| 13-8-2017                                                            | Cotonou                                                              | Benin                                                                | 1 – 0                                                                | Nigeria                                                              | Qual. CHAN 2018                                                      | -                                                                    |                                                                      |
| 19-8-2017                                                            | Kano                                                                 | Nigeria                                                              | 2 – 0                                                                | Benin                                                                | Qual. CHAN 2018                                                      | -                                                                    |                                                                      |
| 3-9-2017                                                             | Malabo                                                               | Guinea Equatoriale                                                   | 1 – 2                                                                | Benin                                                                | Amichevole                                                           | -                                                                    | 82’                                                                  |
| 8-11-2017                                                            | Brazzaville                                                          | Rep. del Congo                                                       | 1 – 1                                                                | Benin                                                                | Amichevole                                                           | -                                                                    | 73’                                                                  |
| 12-11-2017                                                           | Cotonou                                                              | Benin                                                                | 1 – 1                                                                | Tanzania                                                             | Amichevole                                                           | -                                                                    | 70’                                                                  |
| 14-11-2020                                                           | Cotonou                                                              | Benin                                                                | 1 – 0                                                                | Lesotho                                                              | Qual. Coppa d'Africa 2021                                            | -                                                                    | 73’                                                                  |
| 17-11-2020                                                           | Maseru                                                               | Lesotho                                                              | 0 – 0                                                                | Benin                                                                | Qual. Coppa d'Africa 2021                                            | -                                                                    |                                                                      |
| 8-6-2021                                                             | Cotonou                                                              | Benin                                                                | 2 – 2                                                                | Zambia                                                               | Amichevole                                                           | -                                                                    | 63’                                                                  |
| 15-6-2021                                                            | Conakry                                                              | Sierra Leone                                                         | 2 – 1                                                                | Benin                                                                | Qual. Coppa d'Africa 2021                                            | -                                                                    | 65’                                                                  |
| 2-9-2021                                                             | Antananarivo                                                         | Madagascar                                                           | 0 – 1                                                                | Benin                                                                | Qual. Mondiali 2022                                                  | -                                                                    | 89’                                                                  |
| 6-9-2021                                                             | Cotonou                                                              | Benin                                                                | 1 – 1                                                                | RD del Congo                                                         | Qual. Mondiali 2022                                                  | -                                                                    | 78’                                                                  |
| 10-10-2021                                                           | Cotonou                                                              | Benin                                                                | 0 – 1                                                                | Tanzania                                                             | Qual. Mondiali 2022                                                  | -                                                                    | 86’                                                                  |
| 11-11-2021                                                           | Cotonou                                                              | Benin                                                                | 2 – 0                                                                | Madagascar                                                           | Qual. Mondiali 2022                                                  | -                                                                    | 81’                                                                  |
| 14-11-2021                                                           | Kinshasa                                                             | RD del Congo                                                         | 2 – 0                                                                | Benin                                                                | Qual. Mondiali 2022                                                  | -                                                                    | 74’                                                                  |
| 18-11-2023                                                           | Durban                                                               | Sudafrica                                                            | 2 – 1                                                                | Benin                                                                | Qual. Mondiali 2026                                                  | -                                                                    | 84’                                                                  |
| Totale                                                               |                                                                      | Presenze                                                             | 18                                                                   |                                                                      | Reti                                                                 | 0                                                                    |                                                                      |